# Bagnoli di Sopra
Bagnoli di Sopra é uma comuna italiana da região do Vêneto, província de Pádua, com cerca de 3.882 habitantes. Estende-se por uma área de 34 km², tendo uma densidade populacional de 114 hab/km². Faz fronteira com Agna, Anguillara Veneta, Arre, Conselve, Tribano.

## Demografia
| Variação demográfica do município entre 1861 e 2011                               |
|                                                                                   |
| Fonte: Istituto Nazionale di Statistica (ISTAT) - Elaboração gráfica da Wikipedia |